# Bernard Romain
Bernard Romain es un pintor y escultor francés nacido en Roanne el 11 de febrero de 1944, autor de la coloración del acantilado de Le Treport en Normandía (El acantilado) para conmemorar el Bicentenario de la Revolución Francesa. Es también el autor en Bruselas de la Estatua de Europa «Unidad en la Paz» la sede de la Comisión Europea.

## Biografía
Nació en el seno de una familia de artistas. Su padre René Margotton era un pintor de la «Escuela de París» y fue alumno de Fernand Léger. Un hermano también siguió el camino de las artes. Tempranamente, toma el seudónimo de Bernard Romain. Llegó a París a la edad de un año, y de la mano de su padre conoce muy pronto a los artistas de Montparnasse y las exposiciones de París. Después de una breve incursión en 1964 en la historieta cómica, su interés se enfocó en el diseño del festival de teatro en Ámsterdam. Al mismo tiempo, comenzó a estudiar artes gráficas y plásticas en Sevres y en la Facultad de Artes plásticas de la Sorbona de París. Desde la década de 1970 se dedicó definitivamente a la pintura y a la escultura, presentándose en las principales exposiciones y ferias nacionales, como la del gran palacio de los Campos Elíseos, el Salon d'Automne, el Salon des Indépendants, el Salón de los artistas franceses, el Salón nacional de las Bellas Artes, Figuración Crítica, Hauts de Seine, entre otros. En 2000 se mudó a Tenerife, España,  donde permaneció por casi 10 años, después de realizar la fachada del Museo del Pescador, y la «Ruta del Arte» de Santiago del Teide.

## Exposiciones
- 1977 Beaubourg, París, Galería Trigem.
- 1978 Le Mans.
- 1979 La Roche sur Yon.
- 1982 Galería Gautier Epernay - Galería Cercle París.
- 1983 Salón de París III.
- 1984 Aeropuerto de París-Orly - Hotel Negresco de Niza.
- 1987 Galerie Phoebus.
- 1988 Feria de Lys Melun.
- 1991 Galería Val Bethune - MAI (Mercado Internacional del Arte) Le Touquet - Tarbes.
- 1992 Galería de Romeny - Retrospectiva.
- 2006, Santiago del Teide, Museo del Pescador, Tenerife. Islas Canarias.
- 2008 La Gomera, Islas Canarias, Museo Javier de la Rosa (homenaje a Nestor de la Torre),  Gran Canaria, Tenerife, Liceo Taoro, La Orotava.
- 2009 Global Art - Galería de Arte, Madrid, España.

## Premios
- Diplomado Artes Ciencias y Letras.
- Premio Internacional del Salón de Neuilly sur Marne.
- Premio Atelier de l'Ile de France.
- Premio Salón del Thouet.
- Premio 1985 de la ciudad de París.
- Premio de la ciudad de Colombes.
- Invitado de honor 1986 de la ciudad de Vanves.
- Invitado de honor 1987 de Fiat para el lanzamiento del Fiat Uno.
- Gran Premio de Artes Plásticas 1987, Selección Nacional, por su escultura «Libertad».
- Diplomado 2009  de la Academia Internacional Partenope Federico II  de Italia.
- Nombrado «Embajador de Tenerife» 2019 por el presidente del Cabildo de Tenerife, don Carlos Alonso Rodríguez.[3]

## Obras y Técnicas
Bernard Romain utiliza varias técnicas para sus obras: pintura al óleo, pintura acrílica, la incorporación de diferentes objetos.La luz se reparte de forma diferente según el material utilizado. Bernard Romain maneja la técnica del dripping, que es dejar caer la pintura, como la miel, verticalmente sobre el lienzo, y luego realiza un segundo trabajo, con retoques. Esta técnica le permite no estar limitado en el espacio y hacer obras gigantescas. Sus obras son amplias, las cuales van, desde la pintura de caballete hasta los grandes murales mixtos (mezcla de pintura y escultura), revestimientos de edificios emblemáticos a través del land Art  o en Instalación artística. Pintor, pero también escultor, trabaja el bronce, la madera, la piedra, la resina, de formas curvas que le inspiran, tanto el organismo humano como la naturaleza.

### Las grandes obras simbólicas

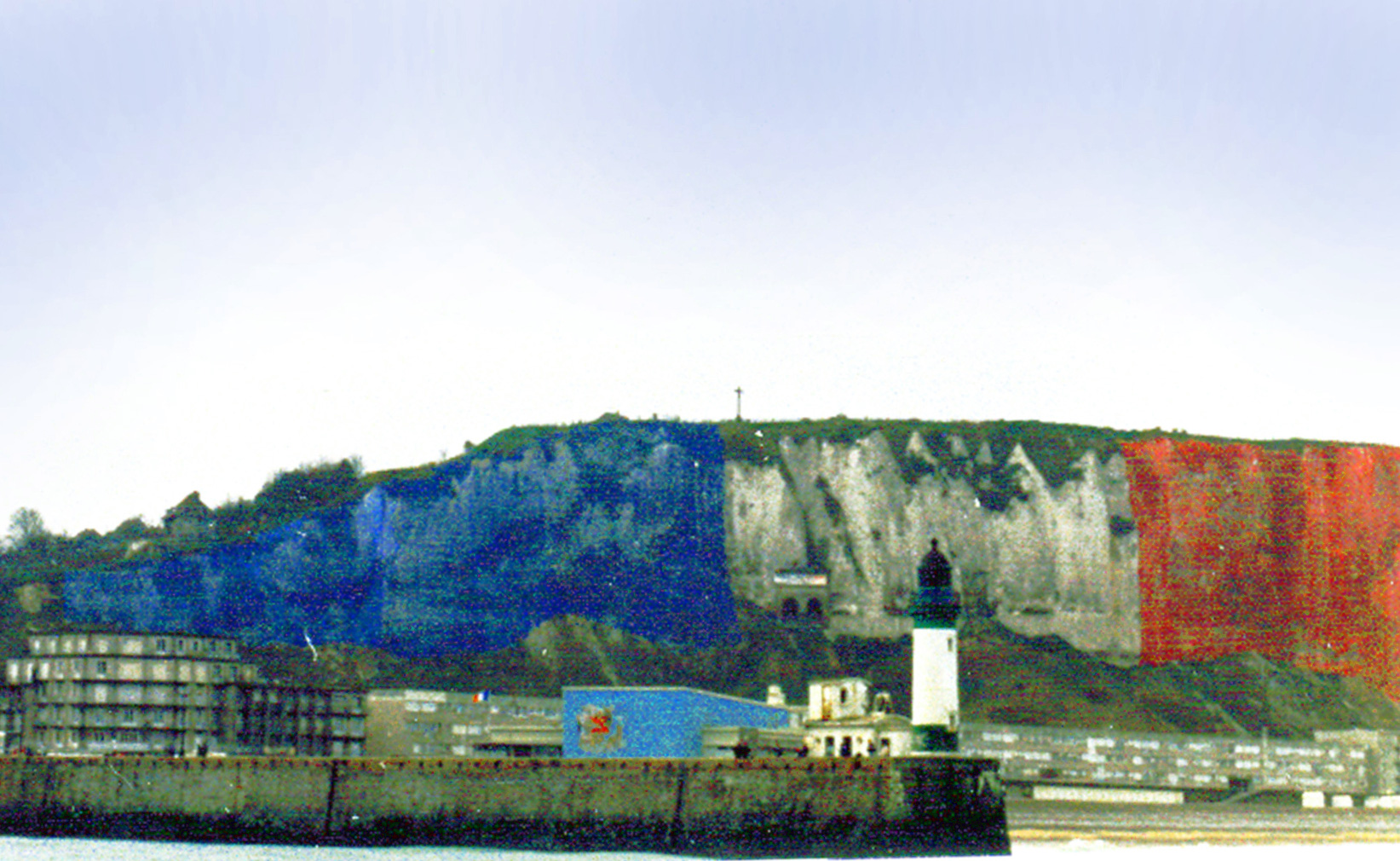
Coloración del acantilado en Normandia

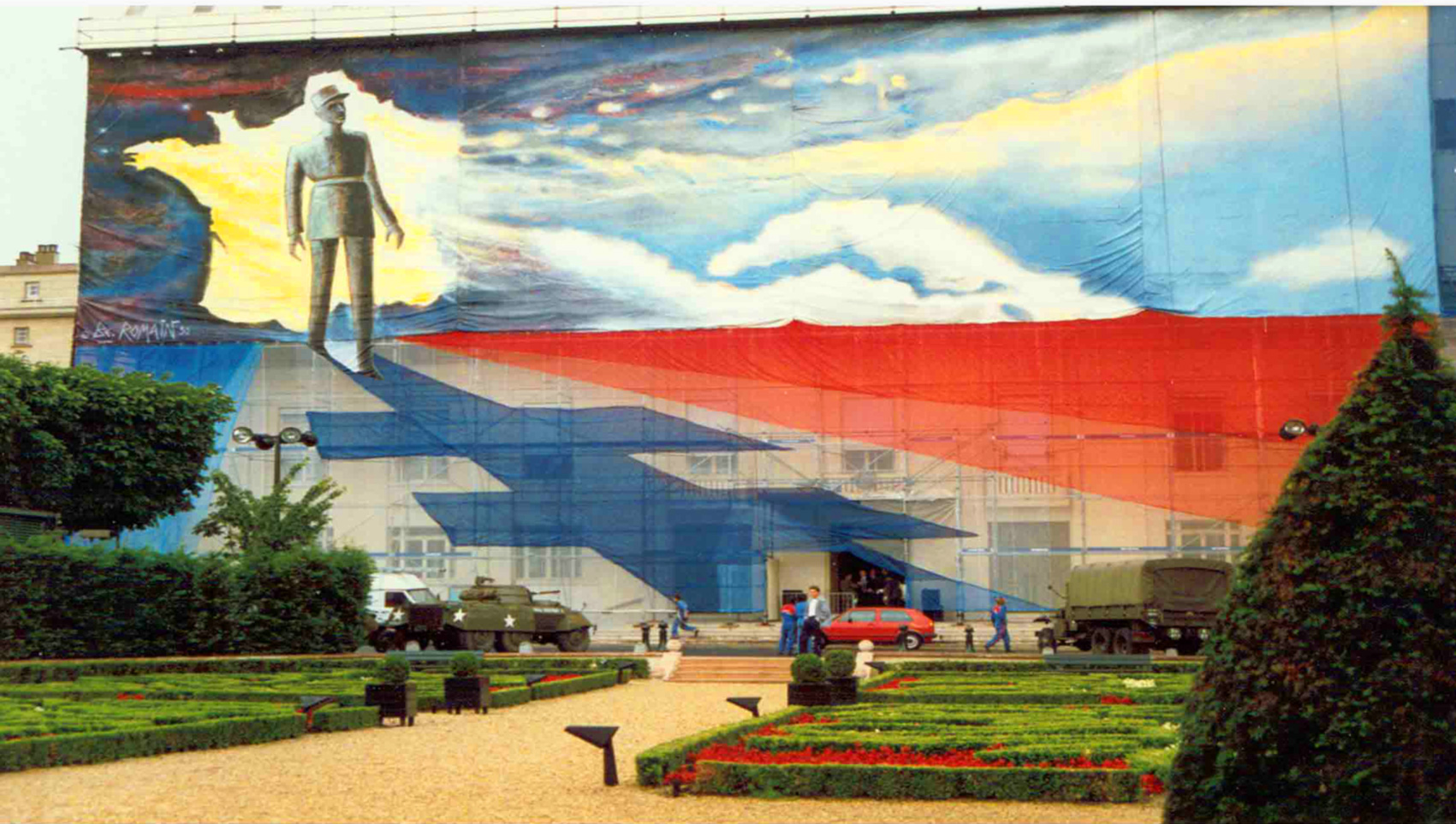
De Gaulle mural

En ocasión del año del bicentenario de la Revolución Francesa (1989), bajo la presidencia de François Mitterrand, durante un paseo por los acantilados de Normandía tuvo la idea de utilizar esta gigantesca pared como un lienzo blanco natural enormem y cubrirlo de una gigantesca red de pesca con los colores de la Bandera de Francia cuyas mallas se calcularon para permitir los nidos de las gaviotas, De acuerdo con el libro Guinness de récords, edición 1991, «la mayor bandera del mundo». El proyecto fue rápidamente aceptado por la sociedad Lancelin. En la red están cocidas banderitas de azul y rojo que se mueven, mostrando el ritmo y la materialización de los corrientes de aire, ascendientes y descendientes, simbolizando también las ideas revolucionarias. La obra es altamente simbólica, ubicada un año sobre el acantilado del puerto de Le Tréport,  aproximándose al arte cinético. Eso es la «toma» de un territorio cuyo «blanco» simboliza la piedra caliza monarquía.
Ese mismo año se vistió de colores el teatro de Karlsruhe, enorme edificio de hormigón, para marcar la Cultura Europea en Alemania. Los colores utilizados para vestir el Badisches Staatsteather Karlsruhe son los  de la bandera alemana y de la bandera francesa más la bandera europea.
La ciudad de Saint Mande, París, le encargó para 1990 el año De Gaulle, un enorme lienzo pintado cubriendo todo el Ayuntamiento para conmemorar el Llamamiento del 18 de junio de 1940. La cabeza del general De Gaulle, por sí sola, mide más de 2 metros, y su silueta emerge de un agujero en forma de Francia luminosa (Esperanza) sobre un cielo oscuro (los años de ocupación nazi), y va aclarándose. Estrellas y huellas de pasos pintadas en toda la ciudad para llamar la atención de los ciudadanos: «el llamamiento».
Cerca de Tancarville, en Normandía, realizó «el aliento de la Tierra», en Saint-Romain-de-Colbosc. Es el vestido de un edificio público, utilizando el desvío de materiales industriales en obras de arte a la manera del arte encontrado.

Nacido en plena Segunda Guerra Mundial, sigue estando preocupado por la unión de una Europa finalmente pacificada. 

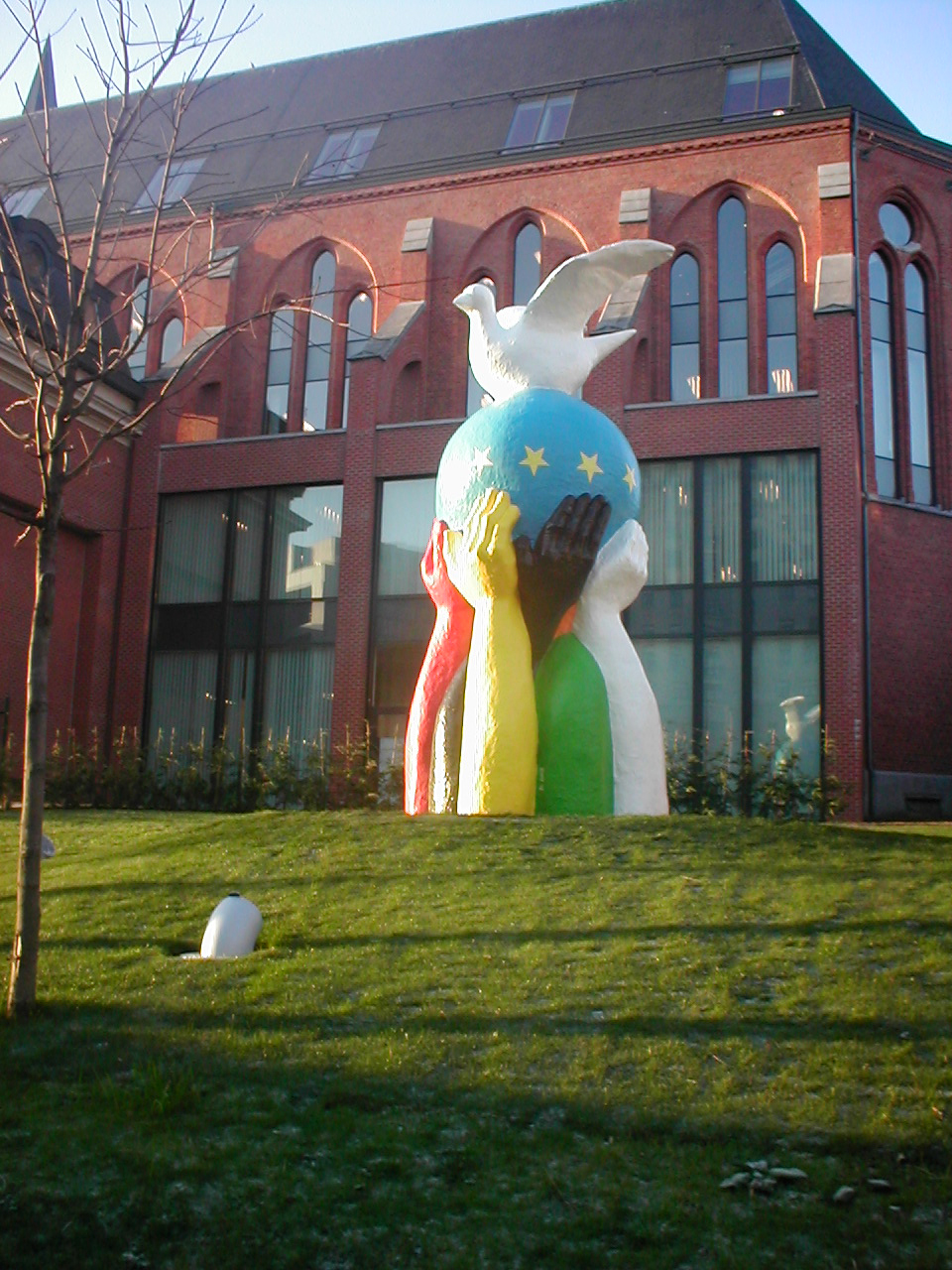
Estatua de Europa "Unidad en la Paz"

A raíz de una lesión ocular en su estudio de París en la que perdió la vista momentáneamente, se interesó a la discapacidad visual y realizó una obra monumental, dedicada a Europa, encargada por la Comisión Europea. Ahora en el corazón del barrio europeo, en el cruce de pueblos y culturas representado en Bruselas. La estatua fue inaugurada el 9 de diciembre de 2003, en ocasión del año dedicado a las personas minusválidas, también año de ampliación de los países miembro de la Unión Europea. Obra de jubilación, mensaje universal de fraternidad, tolerancia y esperanza, esa estatua de Europa: «La Unidad en la Paz», ha sido esculpida, modelada, pulida y pintada por niños con dificultades visuales, procedentes de diferentes países, bajo la dirección de Bernard Romain. El artista quería demostrar que la discapacidad no es un factor de descalificación. El trabajo realizado en resina de poliéster es de dos pisos de altura,  y pesa más de 800 kilogramos. Esta estatua monumental de Europa, «La Unidad en la Paz» está ubicada en el jardín Van Maerlant, frente a la plaza Jean Rey de Bruselas. Fue inaugurada bajo la presidencia de Romano Prodi, por la Comisionada de Cultura Viviane Reding y el vicepresidente de la Unión Europea, Neil Kinnock. Colorida y alegre, la obra lleva mensajes de paz y hermandad. Los brazos entrelazados simbolizan la trenza, la unión de diferentes etnias, pero también las diferentes banderas de los países de la Unión Europea.

## El período de Canarias

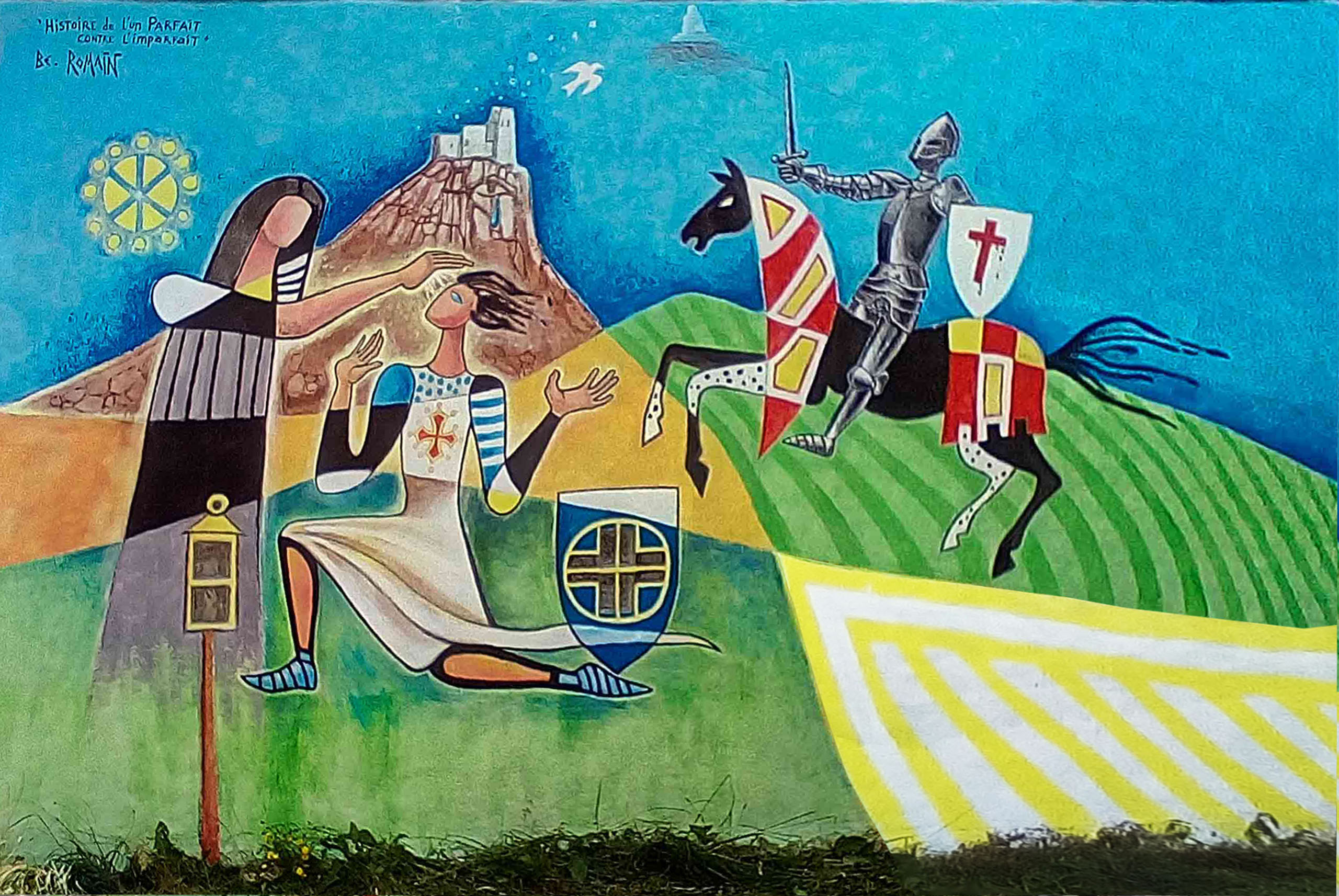
Mural sobre los Cátaros

Al llegar a Tenerife en el año 2000, se hizo amigo del alcalde de Santiago del Teide, Pancracio Socas, quien le encargó en 2001 del diseño de la fachada del Museo del Pescador, un inmenso conjunto de pinturas y esculturas en homenaje al pueblo marinero. Luego con el Alcalde Juan Gorrín pintó la «Ruta del arte» sobre la torre de la iglesia y las casas más antiguas de Santiago del Teide. Este conjunto está relacionado con las siete islas: Tenerife, La Gomera, El Hierro, La Palma, Gran Canaria, Lanzarote (isla del artista César Manrique), y Fuerteventura.

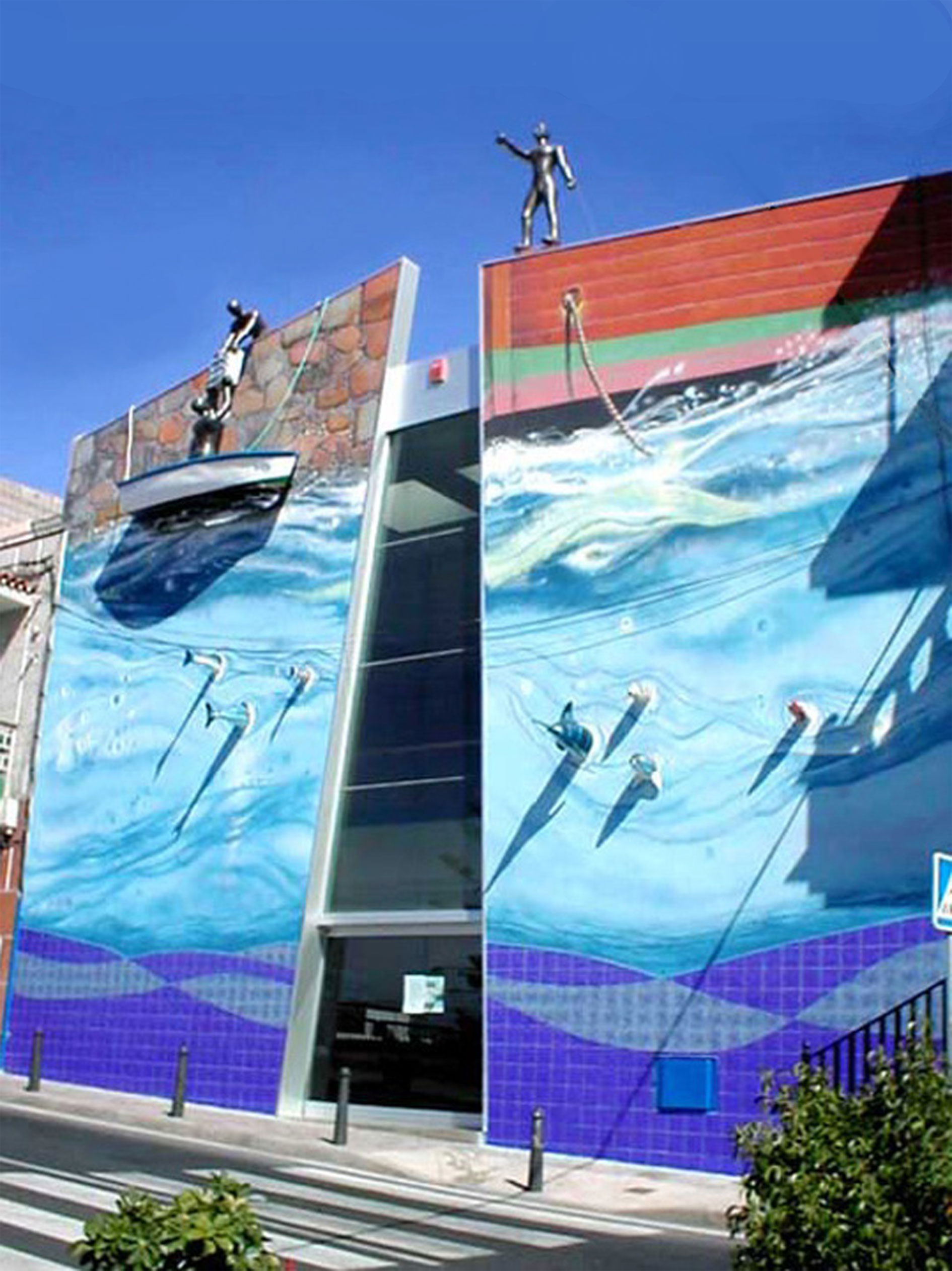
Museo del Pescador(Puerto Santiago)

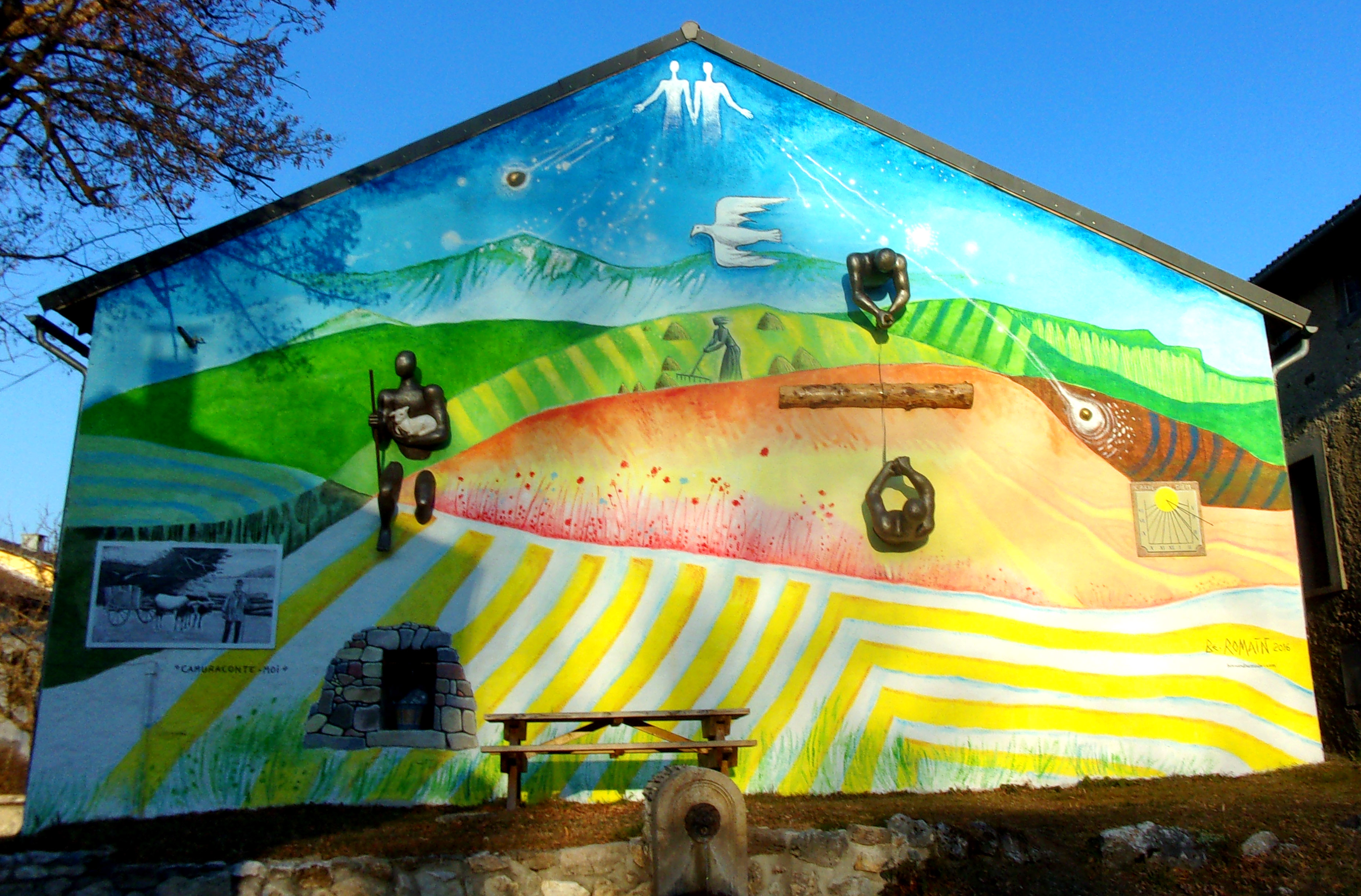
Mural 3D (Francia)

Después de haber permanecido en la parte sur de la isla, se compró una propiedad en Icod de los Vinos, donde instaló su estudio. Allí se prepararon numerosas exposiciones para toda Europa, Canarias y España peninsular. Esto fue una oportunidad para forjar amistades con numerosas personalidades, artistas, poetas y escritores canarios.
En el año 2009, el silbo gomero fue inscrito por la UNESCO en la lista del Patrimonio Inmaterial de la Humanidad y Para esta ocasión se emitió un sello después de la obra de Bernard Romain

### Museo Bernard Romain
El 6 de octubre de 2010, en la Casa del Patio (Centro de visitantes: Volcán Chinyero) de Santiago del Teide, se inauguró el «Museo Bernard Romain», un conjunto de obras dedicadas a Canarias.

## Regreso a su país
El artista regresa a Francia en 2010, y se establece en Perpiñán. Después de varias exposiciones, se hizo amigo de «la confrérie du grenat de Perpignan» (en español: la hermandad del granate de Perpiñán) con la que creó un medallón de Sant Jordi.
 Luego hizo una réplica de su obra: la Estatua de Europa «La Unidad en la Paz» de Bruselas. Esta réplica fue inaugurada el 8 de octubre de 2016 en Pollestres, Pirineos Orientales, por la eurodiputada Michèle Alliot-Marie.
Admirando los paisajes y la autenticidad del pueblo de Camurac, Aude, decidió instalar su residencia y su estudio. El alcalde de la ciudad, Bernard Vaquié, con quien desarrolló lazos de amistad, le dio una cálida bienvenida.
Para agradecer a su pueblo adoptivo, Bernard Romain creó en 2017, en el corazón del pueblo, un mural monumental en 3D (pintura y esculturas) llamado «Camuraconte-moi». Una obra contemporánea altamente simbólica, en homenaje al patrimonio y la historia del lugar.
En el mismo año pintó un segundo fresco simbólico sobre los Cátaros, titulado: «Consuelo, historia de lo perfecto contra lo Imperfecto».

## Enlaces  externos
- Página oficial www.bernardromain.net

- Datos: Q2898550
- Multimedia: Bernard Romain / Q2898550